# Simone Cecchetti
Simone Cecchetti (Roma, 14 settembre 1973) è un fotografo e ritrattista italiano.
È specializzato in reportage live e ritrattistica, in particolare in concerto.

## Collaborazioni
Ha collaborato con diverse testate, su carta e su web: Rolling Stone, GQ, Mojo, Raro!, Kataweb. Lavora per la Corbis, un'agenzia statunitense fondata da Bill Gates.
Nel 2010 è stato scelto per documentare l'apertura e l'allestimento in backstage del MAXXI a Roma, il museo di architettura e arte contemporanea progettato da Zaha Hadid. Un suo ritratto di Mick Jagger è stato in mostra nella retrospettiva "Mick Jagger. The photobook", presentata nell'ambito del festival di fotografia Rencontres d'Arles nell'estate 2010. La mostra si è poi spostata a Milano, Roma, Mosca.
Nel 2011 ha collaborato con Daniele Silvestri con le foto per l'album S.C.O.T.C.H. e con il resoconto fotografico del tour; con Renato Zero con le foto per il cofanetto Sei Zero; con Niccolò Fabi per il volume 30.08.2010 Immagini e parole di Lulù e con Mario Biondi per la copertina dell'album Due. Sempre nel 2011 comincia a collaborare con la società calcistica A.S. Roma.
Nel 2012 ha curato le copertine degli album di Niccolo Fabi (Ecco), Marina Rei (La conseguenza naturale dell'errore), Alessandro Grazian (Armi), Roberto Angelini (Phineas Gage), oltre a collaborare con Andy Timmons, Malika Ayane e Japandroids.
Nel 2013, oltre alla copertina di Una rosa blanca di Zucchero Fornaciari, ha fornito immagini per gli album di Simone Cristicchi (Album di Famiglia), Fiorella Mannoia (A te), Eros Ramazzotti (Noi), Francesco Forni e Ilaria Graziano (From Bedlam to Lenane), Vinicio Capossela e la Banda della Posta, Tommy Emmanuel (Live and Solo in Pensacola).
Nel 2014 firma le copertine per i dischi di Alessandro Mannarino (Al Monte), Tommy Emmanuel (The Guitar Mastery of Tommy Emmanuel), Deborah Iurato (Deborah Iurato), Giada Agasucci (Da Capo), Tosca (Il suono della voce), Diodato (A ritrovar bellezza), Fabrizio Bosso e Julian Oliver Mazzariello (Tandem), Fabrizio Bosso e Marco Moreggia (Magic Susi), Ilaria Graziano e Francesco Forni (Come 2 Me). Nel 2014 continua la collaborazione con il trio Silvestri, Fabi, Gazzè con Il padrone della festa con del materiale fotografico e la realizzazione del video, in collaborazione con Giacomo Citro, del terzo singolo estratto dall'album, (Come mi pare). Nel 2015 è autore della foto di copertina dell'album del gruppo Il Volo L'Amore si muove. Nel 2016 entra a far parte dell'Agenzia Getty Images per la sezione Contour.
Nel 2018, le copertine di Eco di Sirene (Carmen Consoli), Accomplice One (Tommy Emmanuel) e Zerovskij di Renato Zero, oltre le immagini per il tour dal vivo di quest'ultimo, Alt in Tour. 
Nel 2019 iniziano le collaborazioni con Teresa De Sio per l'album Puro desiderio e con Vinicio Capossela per l'album Ballate per uomini e bestie e realizza il videoclip, in collaborazione con Emiliana Aligeri, del brano Di città in città (e porta l'orso). Firma la copertina di Rockstar mai di Young Signorino. Nel 2021 sue le copertine di Accomplice Series Vol.1 e Vol.2 di (Tommy Emmanuel).
Dal 14 Marzo 2022 su Sky Arte va in onda un documentario Chi è Simone Cecchetti?, un biography documentary con la partecipazione di una cinquantina di artisti, tra i tanti Renato Zero, Fiorella Mannoia, Paul Gilbert, Tommy Emmanuel, Daniele Silvestri, Diodato, Niccolò Fabi, Carmen Consoli, Nada, Max Gazzè.
Nel 2023 fonda la Music Photography Academy, la prima accademia dedicata alla fotografia musicale e MONO, un concept magazine. Sue le copertine di Saverio Raimondo Live a Studio 33, Bach Transcription di Mario Brunello. Espone per cinque mesi allo Spazio Field presso il Palazzo Brancaccio con la mostra One thousand fabulous faces, mille foto di mille artisti diversi.
Sempre nel 2023 firma la foto di copertina del nuovo disco Accomplice Two del virtuoso chitarrista australiano (Tommy Emmanuel), Frescobaldi and the South. Intendomi chi può che m'intend'io del maestro del clavicembalo Francesco Corti, Valentina Lupi Madre non madre e del disco del primo concerto di musica leggera mai eseguito al Teatro Alla Scala protagonista Paolo Conte,  Paolo Conte Alla Scala - Il Maestro È Nell'anima (pubblicato il 24 novembre 2023) ed il documentario omonimo (proiettato il 4, 5 e 6 dicembre).

## Pubblicazioni
- Mick Jagger. The Photobook, Catalogo della mostra, Rencontres d'Arles, Contrasto, 2010, ISBN 978-88-6965-273-8.
- Les rencontres d'Arles 2010 - Du lourd et du piquant, Editions Actes Sud, 2010, ISBN 978-2-7427-9152-1.
- Stefano Chiodi e Domitilla Dardi (cur.), SPACE. From MAXXI's collections of art and architecture. Catalogo della mostra (Roma, 30 maggio 2010-23 gennaio 2011), Milano, Mondadori Electa, 2010, ISBN 978-88-370-7587-3.
- Cristiana Parrella, Kutlug Ataman. Mesopotamian dramaturgies, Milano, Mondadori Electa, 2010, ISBN 978-88-370-7578-1
- Shirin Amini e Niccolò Fabi, 30.08.2010 Immagini e parole di Lulù, Milano, Kowalski, 2011, ISBN 978-88-749-6799-5
- Gino Castaldo, Music:Box, Contrasto, 2011, ISBN 978-88-6965-301-8
- Christopher Andersen, "Mick Jagger. Gli eccessi, la pazzia, il genio", Sperling & Kupfer, 2012, ISBN 978-88-200-5304-8
- Daniel Ichbiah, "Le dictionnaire Rolling Stones", CITY, 2012, ISBN 978-28-246-0185-4
- Gilles Lhote, "Rolling Stones, 50 ans après: 50 ans de légende, 50 tubes mythiques", DU ROCHER, 2013, ISBN 978-22-680-7470-2
- Giovanni Rossi, Roger Waters. Oltre il muro, Tsunami, 2013, ISBN 978-88-961-3156-5
- Billy J Altman, "Mick Jagger: A spectacular Rock Life", White Star, 2013, ISBN 978-88-544-0763-3
- Victor Bockris, "Transformer: The Complete Lou Reed Story", Harper, 2014, ISBN 978-00-075-8189-4
- Il Volo, Un'avventura straordinaria. La nostra storia, Rizzoli, ISBN 88-17-08348-8
- Bryan Boyd, "U2. La leggenda", 24 Ore Cultura, 2015, ISBN 978-8866482598
- Iggy Pop, "Til Wrong Feels Right: Lyrics and Photographs", Viking UK, 2019 ISBN 978-0593135976

## Mostre
- Mick Jagger Photobook, 3 luglio - 19 settembre 2010, Arles[1]; 3 dicembre 2010 - 13 febbraio 2011, Galleria Forma, Milano[2]; 22 febbraio - 27 marzo 2011 - Auditorium Parco della Musica, Roma[3]; 9 aprile - 15 maggio 2011, Multimedia Art Museum, Mosca[4].
- Visions, 16 - 27 febbraio 2011, Galleria Ex Roma Club Monti, Roma[5]
- Mostra personale, 7 - 11 settembre 2011, Pomigliano Jazz Festival, Pomigliano d'Arco, Napoli[6].
- Festival, 11 - 19 maggio 2019, Calcata Fotografia, Calcata
- Chi è Simone Cecchetti?, 5 - 12 marzo 2022, Micro [7]
- Chi è Simone Cecchetti?, 1 - 31 luglio 2022, Palazzo Bonacquisti Assisi
- 1000, One thousand fabulous faces, 21 aprile 2023 - 5 settembre 2023, Spazio Field, Palazzo Brancaccio Roma